# Unione Sportiva Fiorenzuola 1922
L'Unione Sportiva Fiorenzuola 1922 S.r.l., meglio nota come Fiorenzuola, è una società calcistica italiana con sede nella città di Fiorenzuola d'Arda, in provincia di Piacenza. Milita in Eccellenza, la quinta divisione del campionato italiano.
Il sodalizio, fondato nel 1922, visse il suo momento di maggiore popolarità nel corso degli anni novanta quando, sotto la presidenza di Antonio Villa, militò per dodici anni consecutivi in Serie C.

## Storia

### Le origini

Formazione del Fiorenzuola nell'anno della fondazione

L'Unione Sportiva Fiorenzuola viene fondata nel 1922. L'anno successivo viene disputata una partita amichevole contro la Pro Vercelli. Il primo campionato del Fiorenzuola risale alla Quarta Divisione, stagione 1923-1924, dove il Fiorenzuola è inserito nel girone A dal comitato regionale emiliano, il Fiorenzuola termina il campionato al secondo posto dopo aver vinto lo spareggio contro il Sant'Ilario per 1-0, tuttavia questo spareggio viene poi annullato e il Fiorenzuola passa così al terzo posto.
La stagione successiva il Fiorenzuola domina il suo girone di Quarta Divisione totalizzando 11 punti e conquista l'accesso alle semifinali per l'accesso in Terza Divisione; inserito nel girone B, lo vince con nove punti, conquistando la finale contro l'Aurora di Bologna: l'andata a Fiorenzuola termina 1-1, mentre il ritorno a Sant'Ilario d'Enza è vinto dal Fiorenzuola per 6-0.
Nel 1925-1926 il Fiorenzuola partecipa al primo campionato di Terza Divisione, venendo inserito nel girone B del Comitato Regionale Emiliano, terminandolo al quarto posto con 13 punti. La stagione successiva il Fiorenzuola, inserito stavolta nel girone A, termina il campionato al terzo posto con 21 punti, con un solo punto in meno rispetto alla capolista Mirandolese.
Nella stagione 1927-1928 il Fiorenzuola disputa ancora un campionato di alta classifica, terminando il suo girone al secondo posto dietro al G.S. 72.a Legione M.S.V.N. "Farini" di Modena con 16 punti e ottenendo la promozione in Seconda Divisione. Nella stagione successiva il Fiorenzuola disputa il campionato di Seconda Divisione terminando al sesto posto nel girone E con ventidue punti. Nel 1929-1930 il Fiorenzuola disputa una stagione di alta classifica, terminando il torneo al secondo posto con 35 punti, una lunghezza dietro alla capolista Aurora Desio, e ottenendo la promozione in Prima Divisione.

### Gli anni trenta e quaranta
Nella stagione successiva il Fiorenzuola partecipa per la prima volta nella sua storia al campionato di Prima Divisione venendo inserito nel girone B insieme a squadre come Reggiana, Empoli, Pisa e Piacenza, e terminando la stagione all'undicesimo posto con 20 punti.
Nel 1931-1932 il Fiorenzuola ottiene la salvezza, terminando il suo girone all'undicesimo posto con 19 punti. Nella stagione successiva il Fiorenzuola si ritira all'undicesima giornata di campionato, tutte le sue gare vengono annullate e arriva così la retrocessione in Seconda Divisione regionale.
Nel 1933-1934 disputa il campionato di Seconda Divisione emiliano.
Alla fine del luglio 1935 l'U.S. Fiorenzuola si scioglie. In seguito a questo fatto è probabilmente inattivo fino al 1939, quando partecipa al campionato provinciale piacentino della Sezione Propaganda, chiudendo al primo posto il girone B e laureandosi campione provinciale dopo la vittoria in finale (2-1 in casa e 0-0 in trasferta) contro la Turris.
A fine stagione il Fiorenzuola torna ad iscriversi ad un campionato federale, la Prima Divisione, sfruttando l'incentivo da parte della federazione ed evitando la ripartenza dalla Seconda Divisione. La squadra viene inserita nel girone E della Prima Divisione lombarda, terminato al secondo posto con 19 punti, dietro alle riserve del Fanfulla, e partecipando alle finali per la promozione in Serie C nelle quali termina il girone all'ultimo posto con soli 2 punti. Il Fiorenzuola rimane così in Prima Divisione anche nella stagione successiva, quando è inserito nel girone A, terminato al quinto posto con 12 punti. Nel 1941-1942 è inserito ancora nel girone A e ottiene un quinto posto con 7 punti, mentre l'anno successivo termina il girone D al terzo posto con 7 punti, non riuscendo a qualificarsi per le finali regionali.
Tra il 1943 e il 1945 è inattivo a causa della seconda guerra mondiale.

Formazione del Fiorenzuola 1947-1948, in Serie C.

Con la fine della guerra, nella stagione 1945-1946 le migliori società della Serie C vengono ammesse alla Serie B-C Alta Italia e così a cascata accedono alla Serie C diverse società provenienti dalla Prima Divisione, tra le quali il Fiorenzuola, che viene inserito nel girone H della Serie C della Lega Interregionale Nord, girone concluso al settimo posto. Il Fiorenzuola rimane in C anche nella stagione successiva quando, inserito nel girone D, ottiene il decimo posto con 26 punti. Nel 1947-1948 la FIGC mette in opera un radicale sfoltimento della Serie C, prevedendo retrocessioni nella neocostituita Promozione a partire dal terzo posto: il Fiorenzuola termina la stagione all'ultimo posto con 16 punti, venendo retrocesso in Prima Divisione e non Promozione.
Nel 1948-1949 viene inserito nel girone O della Prima Divisione lombarda, dove riesce ad ottenere la salvezza con 22 punti. Nella stagione successiva il Fiorenzuola partecipa sempre alla Prima Divisione regionale lombarda, stavolta venendo inserito nel girone L, terminato al tredicesimo posto con 19 punti.

### Gli anni cinquanta
Dal 1950 al 1952 il Fiorenzuola è probabilmente inattivo.
Nel 1952-1953 partecipa alla Seconda Divisione vincendo il girone B della provincia di Piacenza con 33 punti.
Nella stagione 1953-1954 il Fiorenzuola partecipa alla Prima Divisione regionale lombarda, nel girone L chiudendo il campionato primo in classifica con 37 punti, 7 punti in più delle inseguitrici: Martelli Piadena e Pergolettese.
Nel 1954-1955 partecipa al campionato di Promozione lombardo nel girone E, terminandolo al quarto posto con 37 punti. Nella stagione successiva disputa un altro campionato di alta classifica ottenendo il quinto posto con 34 punti, mentre nel 1956-1957 termina il campionato al sesto posto con 33 punti.
Nella stagione successiva il campionato cambia nome diventando Campionato Dilettanti; il Fiorenzuola, inserito nel girone E lombardo, disputa un'annata nelle posizioni di vertice, terminando al secondo posto con 42 punti dietro al Derthona capolista.
Nel 1958-1959 il Fiorenzuola vince il proprio girone con 41 punti davanti al Codogno ottenendo l'ammissione alle finali per il titolo nazionale dilettanti nelle quali è eliminato al primo turno dalla Sestrese dopo aver pareggio 0-0 a Fiorenzuola e perso 3-1 a Sestri Ponente), mentre la riforma dei campionati voluta da Bruno Zauli impedisce al club la promozione, per la quale in quell'annata la vittoria del proprio campionato non era sufficiente per ottenere l'accesso al campionato di Serie D, per formalizzare la quale era necessario rispettare alcuni requisiti di solidità finanziaria e struttura organizzativa. Nella stagione successiva il campionato cambia ancora nome, diventando Prima Categoria; come l'anno precedente il Fiorenzuola vince il suo girone con 44 punti, sempre davanti al Codogno, ottenendo l'accesso alle finali per l'ammissione in Serie D: nei quarti di finale sconfigge per 1-0 il Rizzoli, tuttavia i fiorenzuolani vengono poi sconfitti nel doppio confronto di semifinale dall'Aurora Desio, vincente per 3-1 a Fiorenzuola e per 2-1 a Desio, rimanendo così in Prima Categoria.

### Gli anni sessanta
Nel 1960-1961 ottiene il sesto posto con 35 punti in un girone dominato dal Pavia. La stagione successiva invece vede la compagine terminare il girone A al penultimo posto con 20 punti, uno solo in più del Toscolano Maderno, che poi evita la retrocessione per la bocciatura dello sdoppiamento in due settori della Prima Categoria lombarda. Nel 1962-1963 il Fiorenzuola viene inserito nel girone F, che conclude al settimo posto con 29 punti. Nel 1963-1964 è inserito nel girone E e ottiene il decimo posto con 23 punti.
La stagione successiva vede il Fiorenzuola terminare il girone D al quattordicesimo posto con 22 punti e retrocede in Seconda Categoria insieme a Pontenurese e Stradellina, venendo poi successivamente ripescato. Anche la stagione 1965-1966 vede il Fiorenzuola impegnato nelle ultime posizioni con i valdardesi chiudono il girone D al quattordicesimo posto con 22 punti al pari della Melegnanese. Nella stagione successiva arriva la definitiva retrocessione: il Fiorenzuola termina il girone E all'ultimo posto con soli sei punti dietro al Belgioioso Constantes e rimane nella prima categoria che viene declassata con l'istituzione della Promozione.

Una formazione del Fiorenzuola della fine degli anni sessanta, in Prima Categoria.

Nel 1967-1968 termina il girone D del campionato di Prima Categoria lombarda al quarto posto. La stagione successiva chiude il medesimo girone al quinto posto. Nel 1969-1970 viene inserito nel girone F che chiude al sesto posto, posizione ripetuta anche nel 1970-1971.

### Gli anni settanta
Nella stagione 1971-1972, il Fiorenzuola, dopo aver condotto il campionato per buona parte dell'annata, termina al primo posto il girone F al pari della Pontenurese e del Casteggio ottenendo l'accesso in Promozione dopo uno spareggio contro le due squadre giocato a Castel San Giovanni nel quale il Fiorenzuola ottiene una vittoria per 2-0 contro il Casteggio e un pareggio per 1-1 con la Pontenurese.
Il primo anno di Promozione, il 1972-1973, vede il Fiorenzuola, inserito nel girone B, terminare la stagione al dodicesimo posto con 26 punti, ottenendo quindi la salvezza.
Nel 1973-1974 il Fiorenzuola termina il girone C al decimo posto con 26 punti, riuscendo ad evitare la retrocessione. La stagione successiva si conclude con un'altra salvezza e il nono posto a quota 28 punti, al pari della Sannazzarese. Anche nel 1975-1976 il Fiorenzuola ottiene la salvezza terminando il campionato all'undicesimo posto con 25 punti, a pari del Mortara e del Leoncelli. Nel 1976-1977 arriva un tredicesimo posto con 25 punti e un'altra salvezza.
Nel giugno 1977 avviene una svolta societaria, con l'acquisto della società da parte di Eugenio Villa, il quale, dopo essere stato vicepresidente nelle stagioni precedenti, succede a Gabriele Tosi nella carica di presidente.
Nella stagione successiva il Fiorenzuola, inserito nel girone D, disputa un campionato di alta classifica e chiude la stagione al terzo posto con 34 punti, a pari di Casteggio e Medese. Nel 1978-1979, nonostante alcuni infortuni patiti dal alcuni giocatori chiave nel corso del girone di ritorno, arriva un'altra stagione nella metà di sinistra della classifica con 33 punti che valgono il sesto posto finale. Nella stagione successiva arriva un quarto posto con 31 punti al pari del Magenta.

### Gli anni ottanta
Nel 1980-1981 il Fiorenzuola disputa una stagione al vertice, terminando il girone D al secondo posto con 41 punti, dietro all'Abbiategrasso e ottenendo l'accesso allo spareggio tra le seconde per l'ottenimento del quinto posto nell'Interregionale spettante alla Lombardia contro Codogno (1-1 a Cremona), Gallaratese (0-0 a Pavia) e Leffe (0-0 a Pandino) senza tuttavia ottenere la promozione che va al Leffe, vincente per 3-0 sulla Gallaratese nell'unica gara non terminata pari. Nel 1981-1982 il Fiorenzuola viene inserito nel girone C e termina la stagione al quinto posto con 34 punti, mentre l'attaccante Bertelli vince la classifica cannonieri con 16 reti.
Il Fiorenzuola conquista la sua prima promozione nell'Interregionale al termine della stagione 1982-1983: la squadra allenata da Mauro Masi termina al primo posto il girone D della Promozione lombarda e poi viene promossa vincendo gli spareggi contro Vergiatese (1-1 a Pavia), Pontisola (3-1 a Pandino) e Pontevico (0-0). La prima stagione nell'Interregionale vede la squadra, dove milita anche il futuro comico Gene Gnocchi, non venire mai invischiata nelle zone basse della classifica, terminando il campionato al quinto posto.
L'anno successivo il Fiorenzuola parte molto forte e dopo otto giornate si trova al primo in classifica, nel girone di ritorno, tuttavia la squadra accusa un calo delle prestazioni che compromette la possibilità di ottenere la promozione in Serie C2: a fine campionato il Fiorenzuola è quinto, mentre il suo attaccante Talignani si laurea capocannoniere del girone.
Nel 1985-1986 l'obiettivo dichiarato dei valdardesi è la promozione, tuttavia la partenza è stentata e dopo quattro giornate l'allenatore Mauro Masi viene esonerato; La partita successiva la panchina è affidata al dt Bolledi, prima che Masi sia richiamato. Dopo la sconfitta per 4-1 con il Suzzara Masi viene esonerato definitivamente e al suo posto viene chiamato Aristide Guarneri, già stella dell'Inter di Helenio Herrera. A fine stagione il Fiorenzuola è sesto e Talignani è capocannoniere del girone per la seconda volta consecutiva; nel frattempo, nell'autunno 1985, Antonio Villa succede al padre Eugenio nella carica di presidente.
La stagione successiva si apre con una crisi societaria e con il presidente Antonio Villa che minaccia di abbandonare la società. Risolta la crisi societaria, viene ingaggiato come allenatore Aldo Jacopetti e si procede a un rafforzamento della squadra con giocatori come Hubert Pircher, Riccardo Cenci e Marco Torresani, con un passato in Serie A. La squadra è molto ambiziosa e parte forte, tuttavia il Fiorenzuola incappa nel girone di andata in una crisi e dopo diciassette giornate occupa il penultimo posto con 15 punti. A pagare per la situazione di classifica è Jacopetti che viene sostituito da Torresani nel ruolo di allenatore/giocatore. A fine stagione Torresani riesce a traghettare il Fiorenzuola al sesto posto e alla salvezza.

La rosa del Fiorenzuola nella stagione della promozione in C2

Nel 1987-1988 viene ingaggiato come allenatore Giampaolo Chierico e il Fiorenzuola viene inserito nel girone E insieme a squadre toscane e liguri. L'obiettivo è la promozione e il Fiorenzuola si mantiene nei piani alti della classifica, ma, dopo la sconfitta alla ventiquattresima giornata contro il Viareggio fanalino di coda, Chierico viene esonerato e sostituito dal ds Bolledi. A fine stagione il Fiorenzuola è quarto con 33 punti.
Nella stagione successiva la panchina è affidata a Alessandro Gibellini, nel mercato estivo se ne va Pircher e arriva tra gli altri Giuseppe Corti, anch'egli con un passato in Serie A. All'inizio della stagione Torresani si frattura tibia e perone ed è costretto a dare l'addio al calcio giocato. Dopo sedici giornate la squadra occupa il nono posto e così, esonerato Gibellini, la panchina è affidata a Torresani sotto la cui gestione la squadra si riprende concludendo grazie a dodici risultati utili consecutivi al quarto posto.

Spagnuolo, Crippa e Pecorario portano in trionfo l'allenatore Torresani al termine della partita Fiorenzuola-Carcarese, che sancisce la promozione in Serie C2 dei rossoneri.

Per la stagione successiva viene confermato Torresani in panchina. La partenzavede i rossoneri incappare in due sconfitte alle prime duegiornate, mentre all'undicesima giornata Torresani dà le dimissioni, poi ritirate in seguito all'appoggio della squadra. Il Fiorenzuola si riprende e chiude il girone d'andata a un solo punto dalla capolista Bra. Dopo la sconfitta alla seconda di ritorno contro la Pegliese, il Fiorenzuola ottiene una serie di risultati utili e a fine campionato il Fiorenzuola è promosso in Serie C2 con 45 punti, davanti a Voghera e Valenzana. Il Fiorenzuola partecipa poi alla Poule scudetto (Trofeo Jacinto) dove viene inserito nel girone con Viareggio e Imola che termina al secondo posto con 2 punti frutto della vittoria per 4-2 a Imola e della sconfitta per 3-0 in casa con il Viareggio.

### Gli anni novanta
Nella stagione 1990-1991 il Fiorenzuola si affida in panchina all'esperto Gianni Seghedoni. A causa di lavori allo stadio le prime partite stagionali sono giocate allo stadio di Salsomaggiore, per poi ritornare al Comunale solo a partire da novembre. Il Fiorenzuola chiude la stagione all'ottavo posto, grazie soprattutto a venti pareggi.
Nella stagione successiva il Fiorenzuola conferma il gruppo della stagione precedente, ma si separa da Seghedoni e dalla sua filosofia votata al pareggio, ingaggiando al suo posto Pierluigi Busatta. Il Fiorenzuola disputa una prima parte di torneo al vertice, inserendosi nella lotta per la promozione, tuttavia il finale di stagione vede un calo del rendimento con una vittoria nelle ultime dieci partite e così il campionato viene terminato al quarto posto.
Nel 1992-93 il Fiorenzuola parte con l'obiettivo della promozione e si affida a Giorgio Veneri: la prima metà di stagione è un po' stentata, poi però il Fiorenzuola si riprende e con una seconda parte di stagione in crescendo riesce a terminare il campionato al secondo posto dietro al Mantova e a conquistare la promozione in Serie C1.

Una formazione del Fiorenzuola che nel campionato 1992-1993 conquistò l'approdo in Serie C1

Nella prima stagione di Serie C1 il Fiorenzuola disputa un'annata di alta classifica inserendosi nella lotta per la promozione in Serie B nel girone d'andata, prima di attraversare un momento di difficoltà sul finire della stagione totalizzando undici partite senza vittorie, che sanciscono il settimo posto finale, risultato comunque in linea con gli obiettivi di inizio stagione.
Nel 1994-95, con Giancarlo D'Astoli in panchina, termina la stagione regolare al terzo posto e ottiene l'accesso ai play-off per la promozione in Serie B: in semifinale supera il Monza vincendo per 1-0 in casa dopo la sconfitta, sempre per 1-0, in Brianza e passando per la miglior posizione in classifica regolare. In finale i rossoneri incontrano la Pistoiese: il Fiorenzuola gioca una buona partita e colpisce due pali, senza tuttavia sbloccare il risultato che rimane sullo 0-0, anche dopo i tempi supplementari. Ai tiri di rigore è decisivo l'errore di Bottazzi che permette alla Pistoiese di venire promossa in Serie B e lascia il Fiorenzuola in Serie C1.
Nella stagione successiva i play-off sono solo sfiorati, infatti il Fiorenzuola termina il campionato a pari punti con il Como, non venendo ammesso ai play-off per la classifica avulsa. In questa stagione i rossoneri ottavi di finale di Coppa Italia, dove incontrano l'Inter, in una partita giocata allo stadio Galleana di Piacenza e terminata sul 2-1 in favore dei milanesi.
La stagione 1996-97 vede il Fiorenzuola ottenere la salvezza diretta chiudendo il campionato al dodicesimo posto, dopo una prima metà di stagione in cui la squadra, guidata da Luigi Capuzzo aveva rischiato la retrocessione diretta e il successivo recupero grazie all'avvicendamento in panchina di Capuzzo con Alberto Cavasin. La stagione successiva vede i rossoneri concludere il campionato all'ultimo posto, conseguente retrocessione diretta in Serie C2, maturata dopo la sconfitta casalinga per 1-0 nello scontro diretto contro il Como all'ultima giornata
Il primo anno in C2 vede il Fiorenzuola disputare un campionato nella prima metà di classifica e si conclude con un sesto posto sfiorando l'accesso ai play-off, risultato non ripetuto negli anni successivi: nel 1999-2000 arriva un dodicesimo posto, mentre nel 2000-2001 il Fiorenzuola retrocede dopo aver perso i play-out contro il Novara, venendo poi ripescato al termine della stagione a seguito dell'esclsuione dal torneo di altre quattro società.

### Gli anni duemila

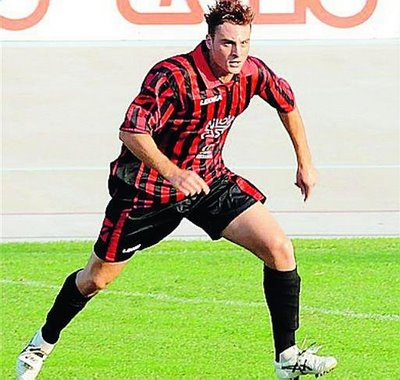
Marco Orrù, 222 presenze con la maglia rossonera dal 2002 al 2011.

Nell'estate 2001 c'è una trattativa per cedere la squadra all'imprenditore milanese Alessandro Aleotti: il progetto prevede che l'allenatore della squadra sia il campione argentino Mario Kempes e che l'ossatura della squadra sia composta prevalentemente da giocatori argentini. Tuttavia le trattative per la cessione vanno per le lunghe e ad iniziare il campionato è ancora il "vecchio" Fiorenzuola, composto prevalentemente da giovani italiani provenienti dal vivaio. Infine, nel mese di ottobre la trattativa salta definitivamente. Nel 2004 è stato girato un film, Sogni di cuoio, ispirato a questa vicenda. La stagione, cominciata già in modo rocambolesco, vede il Fiorenzuola retrocede dopo aver perso i play-out contro il Trento.
Ritornata la squadra tra i dilettanti si chiude l'epopea della famiglia Villa e, dopo una lunga trattativa estiva, poi sfumata, con il presidente dell'Alessandria Antonio Boiard, durante l'autunno la proprietà viene ceduta a una cordata di imprenditori locali capitanata da Luigi Pinalli, già consigliere della società rossonera, che assume la carica di presidente.
Dopo un inizio di campionato condizionato dalle vicissitudini societarie, il Fiorenzuola, allenato da Luigi Galli, conclude il proprio girone di Serie D al sest'ultimo posto, ottenendo poi la salvezza ai play-out contro la Bergamasca. La stagione successiva vede i rossoneri, sempre affidati alla guida tecnica di Luigi Galli terminare il campionato al sesto punto, ad un punto dalla quinta posizione valevole per l'accesso ai play-off promozione, occupata dal Voghera. Nella stagione 2004-2005 il Fiorenzuola vede susseguirsi sulla panchina diversi allenatore: inizialmente il confermato Galli, poi rimpiazzato dal vice Bonioli, a sua volta sostituito prima da Luigi Rocca e poi da Stefano Pompini. La stagione termina, con Bonioli ancora alla guida, con la retrocessione diretta in Eccellenza.
Per il campionato 2005-2006 la squadra, neoretrocessa in Eccellenza, viene affidata a Massimo Perazzi, allenatore al suo esordio con una prima squadra e reduce da esperienze con le formazioni giovanili fiorenzuolane, sotto la cui guida viene ottenuto il terzo posto finale in campionato, a 10 punti di distacco dalla coppia Fidenza e Formigine, senza riuscire a competere fino in fondo per la promozione a causa di un momento di flessione. L'anno successivo il Fiorenzuola, affidato alla gestione tecnica di Massimo Abbati, dispute un ulteriore campionato di vertice, contendendo fino all'ultima giornata la possibilità di essere promosso al Crociati Noceto, per il cui successo in campionato si rivela deceisiva la vittoria nello scontro diretto del girone di ritorno, e terminando il campionato in seconda posizione, ottenendo l'accesso ai play-off nazionali nei quali viene eliminato dalla Savignanese, che vince la gara di andata a Fiorenzuola per 4-1 rendendo vana la vittoria in trasferta dei valdardesi per 2-1 nella gara di ritorno.
Nella stagione 2007-2008 la squadra rossonera, che torna ad essere allenata da Massimo Perazzi, viene promossa in Serie D grazie alla vittoria del girone A dell'Eccellenza emiliano-romagnola.
Nel campionato del ritorno in Serie D la squadra di Perazzi, partita con l'obiettivo di ottenere la salvezza, occupa il vertice della classifica fino alla pausa invernale, dopo la quale attraversa un periodo di flessione, terminando il torneo al terzo posto, valevole per l'acceso ai paly-off promozione, nei quali viene eliminata al primo turno dal Salò, vincente per 3-2 a Fiorenzuola. L'anno successivo il Fiorenzuola disputa una stagione nella seconda parte della classifica: i risultati portano all'avvicendamento alla guida della squadra tra Perazzi e Natalino Gottardo, sotto la cui guida il Fiorenzuola retrocede in Eccellenza dopo aver perso i play-out contro la Caratese, venendo poi tuttavia ripescato.

### Gli anni duemiladieci

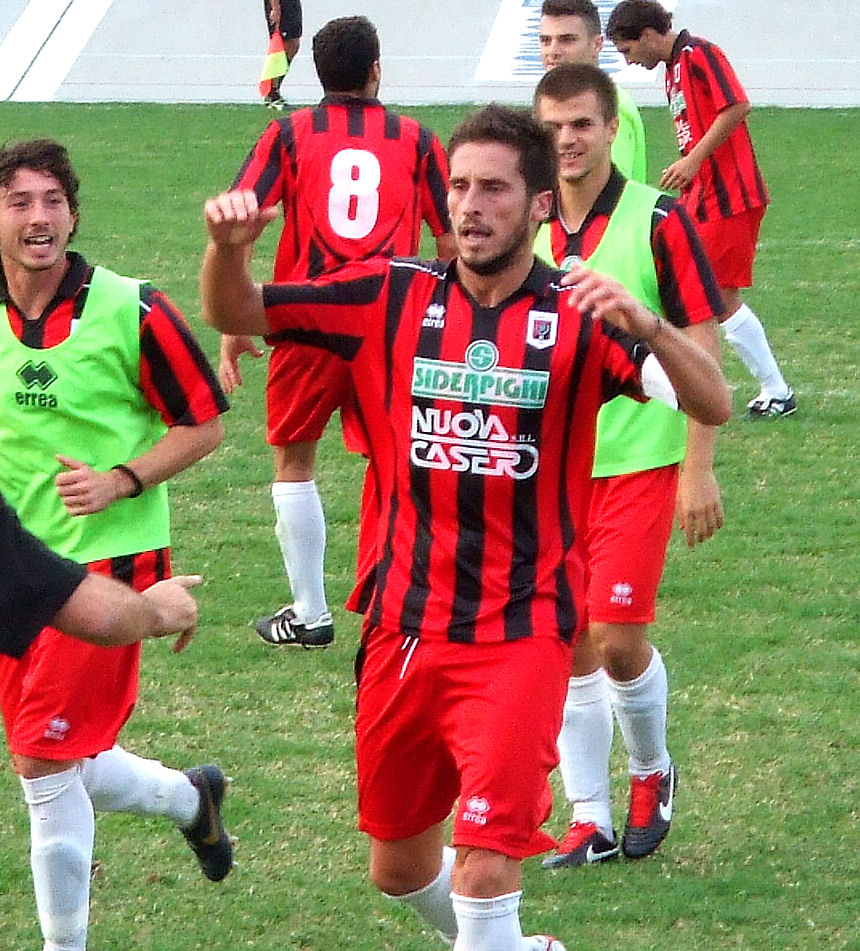
Dennis Piva, capitano del Fiorenzuola dal 2012 al 2016.

Nel 2010-2011 l'obiettivo iniziale è l'ottenimento della salvezza, tuttavia, dopo una partenza in cui il Fiorenzuola ottiene tre sconfitte in tre gare, il tecnico Natalino Gottardo, confermato nonostante la retrocessione sul campo al termine dell'annata precedente, viene esonerato e sostituito da William Viali, ex-calciatore del Fiorenzuola in Serie C1, alla sua prima esperienza in panchina. Sotto la sua guida, i rossoneri ottengono la salvezza alla penultima giornata, chiudendo il campionato al dodicesimo posto. Al termine della stagione Viali lascia la guida della squadra, venendo sostituito da Settimio Lucci. L'annata vede il Fiorenzuola lottare per cercare di evitare la retrocessione in Eccellenza, senza riuscire a raggiungere l'obiettivo.
Con il ritorno in Eccellenza dopo quattro stagioni in Serie D, nel 2012-2013 la squadra viene affidata ad Alberto Mantelli, che conduce i rossoneri al quarto posto finale in un girone vinto dalla Lupa Piacenza. All'inizio dell'annata successiva cambia l'assetto societario: a Luigi Pinalli e alla famiglia Baldrighi si affiancano Giovanni e Francesco Pighi, imprenditori fiorenzuolani impegnati nel ramo della distribuzione di tubazioni in acciaio e in passato già sponsor della società, con la cui collaborazione viene impostato un piano di rinnovamento, che prevede investimenti sulle strutture sportive, sull'organizzazione e sul settore giovanile. Al termine della stessa stagione il Fiorenzuola, sempre guidato da Alberto Mantelli, viene promosso in Serie D grazie al primo posto in classifica, conquistato con il record di punti mai fatto prima da una squadra di Eccellenza (82 punti in 34 partite). L'anno successivo in Serie D la squadra del confermato Mantelli chiude il girone D del massimo campionato dilettantistico italiano al settimo posto, sfiorando l'approdo ai play-off promozione. Durante la stagione viene disputato il doppio derby con il Piacenza: il confronto casalingo, terminato sul 2-2 vede oltre duemila spettatori accedere allo stadio fiorenzuolano. Nella stessa annata l'attaccante Luca Franchi taglia il traguardo delle 100 reti con la maglia del Fiorenzuola. Nella primavera del 2015 entra in società anche l'imprenditore Roberto Pighi, fratello di Giovanni e Francesco, insieme ai quali s'impegna nello sviluppo del club. La stagione 2015-2016 è radicalmente divers dalla precedente: la squadra, che aveva iniziato il campionato con l'obiettivo di conquistare i play-off si trova coinvolta nella lotta per l'ottenimento della salvezza: i risultati diversi da quanto preventivato portano all'inizio di marzo all'esonero dell'allenatore Mantelli, rimpiazzato da Luigi Galli, che ricopriva la carica di responsabile del settore giovanile. Dopo il cambio di allenatore i valdardesi ottengono un punto in quattro partite e questo porta la dirigenza a richiamare Mantelli per le ultime tre giornate del torneo. A dispetto dell'ulteriore cambio in panchina, il 1º maggio, a seguito del pareggio per 1-1 in casa della Bustese, il Fiorenzuola retrocede matematicamente Eccellenza, mantenendo poi la categoria grazie a un ripescaggio.
Nella stagione successiva la squadra, guidata prima da Francesco Salmi e poi da Andrea Ciceri, ottiene la salvezza diretta all'ultima giornata di campionato. Nella stagione 2017-2018 la squadra, guidata da Alessio Dionisi, mantiene per lunga parte del girone di andata la vetta della classifica, conquistando il platonico titolo di campione d'inverno e perdendo la leadership solo nel mese di gennaio dopo lo scontro diretto contro il Rimini. Nella stessa annata rossoneri raggiungono i sedicesimi di finale della Coppa Italia Serie D 2017-2018, turno nel quale vengono eliminati dai toscani del San Donato Tavernelle. Il Fiorenzuola termina, poi, il campionato al quarto posto, qualificandosi per i playoff dai quali viene eliminato in semifinale dal Forlì dopo un pareggio per 0-0, grazie al miglior posizionamento finale in campionato. La stagione successiva Dionisi, passato sulla panchina dell'Imolese, in C viene sostituito da Lucio Brando, al suo esordio in serie D. Con Brando alla guida i rossoneri centrano nuovamente i play-off concludendo il campionato in quinta posizione per poi venire eliminati in semifinale dal Modena per 3-2 dopo i tempi supplementari.
Nel 2019-2020 Lucio Brando viene sostituito sulla panchina da Luca Tabbiani che guida i rossoneri al secondo posto nel girone D di Serie D alle spalle del Mantova in un campionato interrotto anticipatamente a causa della pandemia di COVID-19.

### Gli anni duemilaventi
Nel 2020-2021 la squadra, affidata al confermato Tabbiani, disputa un altro campionato nelle prime posizioni contendendo all'Aglianese e al Lentigione la promozione in Serie C. I rossoneri arrivano alla penultima giornata di campionato a -1 dall'Aglianese, operando il sorpasso in vetta grazie alla vittoria interna per 3-0 sul Mezzolara e alla concomitante sconfitta dei pistoiesi contro il Prato. Il 19 giugno, con la vittoria per 2-0 sul campo del Sasso Marconi all'ultima giornata, i rossoneri conquistano la promozione in Serie C, che segna il ritorno della squadra nel professionismo dopo 20 anni. La stagione del ritorno in Serie C vede il Fiorenzuola di Tabbiani ottenere la salvezza con una giornata di anticipo, mancando poi l'accesso ai play-off nell'ultima giornata di campionato e chiudendo al quattordicesimo posto. Nel 2022-2023 i rossoneri, inseriti nel girone B, bissano la salvezza diretta ottenuta la stagione precedente, dopo aver brevemente guidato il campionato nel corso del girone d'andata ed aver subito un calo di rendimento nella fase discendente del torneo.
La stagione 2023-2024 vede, dopo quattro stagioni, l'addio alla panchina di Tabbiani, che si trasferisce al Catania e viene sostituito da Andrea Bonatti che viene esonerato e sostituito dal tecnico della Primavera Francesco Turrini a seguito dell'ottava giornata di campionato, con la squadra al terzultimo posto in classifica con sei punti. Al termine del girone d'andata, con i rossoneri penultimi in classifica, Turrini ritorna a guidare la Primavera in favore del ritorno di Tabbiani, nel frattempo esonerato dal Catania, sotto la cui guida i rossoneri riescono a raggiungere i play-out, nei quali vengono tuttavia sconfitti dal Novara, retrocedendo in Serie D dopo tre stagioni in terza serie. La stagione successiva i piacentini, affidati a Vincenzo Cammaroto, al ritorno in rossonero dopo l'esperienza da vice di Tabbiani, rimangono per tutta la stagione nelle ultime posizioni della classifica e, nonostante l'esonero di Cammaroto, sostituito da Andrea Ciceri e successivamente richiamato, retrocedono in Eccellenza con una giornata di anticipo, conseguendo la seconda retrocessione consecutiva.

## Colori e simboli

Stemma in uso fino al 2021

### Colori
Il Fiorenzuola ha come colori distintivi il rosso e il nero.
Il completo originale, utilizzato nel 1922 e negli anni immediatamente successivi, era invece tutto nero. Dopo qualche tempo si aggiunse il rosso, dando luogo a varie soluzioni: negli anni '70 il Fiorenzuola giocò in maglia rossa e calzoncini neri, poi negli anni '80 in maglia rossa con colletto e parte superiore nera, nel 1995-1996 e nel 2005-2006 i calzoncini divennero rossi, nel 2009-2010 la maglia fu rossa con inserti bianchi e neri, infine nel 2010-2011 si alternarono pantaloncini rossi e neri.
Nella storia sociale sono state utilizzate anche casacche di diversa foggia: nelle stagioni 1987-1988 e 1988-1989 in Interregionale i giocatori vestirono una maglia partita a due toni di rosso con calzoncini neri. Nel 2000-2001 in C2 e nel 2008-2009 e 2011-12 in D fu impiegata una maglia a strisce rossonere verticali. Nel 2001-02 e nel 2003-04 la prima maglia fu bianca con strisce centrali rosse e nere e calzoncini bianchi, mentre nel 2007-2008 si adottò una divisa partita rosso-nera con pantaloncini neri.
La seconda divisa è stata prevalentemente declinata sul colore bianco: nel 1989-90 furono utilizzate maglie ritenute simili a quelle utilizzate dalla nazionale tedesca, con pantaloncini neri, poi nei primi anni '90 maglie bianche con inserti rosso-neri e calzoncini bianchi, nel 1997-1998 maglie completamente bianche con colletto e calzoncini neri, nel 2006-2007 maglia bianca con lato nero e pantaloncini bianchi, l'anno successivo maglia bianca con inserti rossi e pantaloncini rossi, nel 2009-10 maglia bianca con inserti rosso e nero sui fianchi e stesso disegno per i pantaloncini, nel 2012-2013 il completo fu interamente bianco.
Negli anni '60 il completo di cortesia era azzurro con calzoncini bianchi; questa maglia fu poi ripresa per una sola partita nella stagione 2002-2003. Nel 1996-1997, 2000-2001 e 2004-2005 la maglia da trasferta fu tutta nera, per celebrare la prima divisa utilizzata dal Fiorenzuola nel 1922.
La terza divisa è stata prevista raramente dai contratti di sponsorizzazione: nel 1989-1990 fu impiegata una maglia rossa con sfumature orizzontali bianca e nera; nel 2005-2006 fu la volta di un'inedita maglia gialla con calzoncini bianchi, peraltro utilizzata in un'unica occasione.

### Simboli ufficiali

#### Stemma
Fin dal 1922 il Fiorenzuola ha adottato come simbolo lo stemma del comune (di rosso a tre rose d'argento disposte 2-1); in taluni casi le tre rose sono state disposte su uno scudo bianco e non rosso. Esso si inserisce in un altro scudo diviso dalla diagonale e colorato metà di rosso e metà di nero; in capo al tutto campeggia la ragione sociale, mentre sotto la punta è indicata la data di fondazione (1922).
Tuttavia questo simbolo è stato apposto sulle maglie solo a partire dalle stagioni professionistiche tra la fine degli anni novanta e i primi anni duemila, "stabilizzandosi" nel corso delle successive stagioni in Serie D e, quindi, con il ritorno nei professionisti dal 2021.

## Strutture

### Stadio

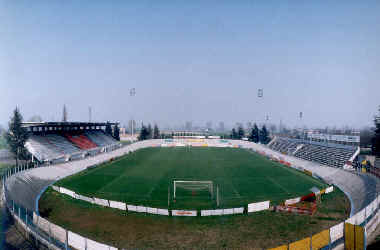
Stadio Comunale - Velodromo Attilio Pavesi

Il Fiorenzuola disputa le sue partite casalinghe nello stadio Comunale - velodromo Attilio Pavesi, dove si disputa anche la 6 giorni delle Rose.
Inaugurato il 17 ottobre 1923 e originariamente intitolato al calciatore Aldo Milano, è un impianto polisportivo: attorno al terreno di gioco si sviluppa un velodromo regolamentare, dal 2008 intitolato al ciclista piacentino Attilio Pavesi, che ospita annualmente gare pistard di livello internazionale. Gli spalti consistono di una tribuna coperta e una gradinata scoperta, non sono presenti "curve".
Nella stagione 1990-1991, a seguito della promozione in Serie C2 dei rossoneri, in attesa del completamento dei lavori di costruzione della gradinata, il Fiorenzuola fu temporaneamente forzato a giocare le proprie gare casalinghe prima allo stadio Galleana di Piacenza, per la fase a gironi di Coppa Italia Serie C, e poi allo stadio comunale di Salsomaggiore Terme per le prime giornate di campionato.

## Allenatori e presidenti
- 1922-1929 - ?
- 1929-1933 -  Carlo Corna
- 1933-1952 - ?
- 1952-1954 -  Giuseppe Marchi
- 1954-1955 - ?
- 1955-1956 -  Camminati
- 1956-1959 -  Giovanni Persico
- 1959-1960 -  Spartaco Griffith
- 1960 -  Giampiero Bodini
- 1960-1968 - ?
- 1968-1969 -  Bacigalupo
- 1969-1970 -  Guazzi
- 1970-1971 - ?
- 1971-1972 -  Carlo Bolledi
- 1972-1973 - ?
- 1973 -  Emiliano Farina
- 1973-1974 -  Favari-Azzali
- 1974-1975 -  Mario Gabbiani
- 1975 -  Bernini
- 1975-1976 -  Bruno Franzini
- 1976 -  Piero Garbi
- 1976-1977 -  Giuseppe Bernini
- 1977-1978 -  Piero Garbi
- 1978 -  Vittorio Dolazza
- 1978-1979 -  Giovanni Gavazzi
- 1979 -  Vittorio Dolazza-Rugalli
- 1979 -  Walter Massone
- 1979-1980 -  Giovanni Gavazzi
- 1980-1981 -  Guerrino Rossi
- 1981 -  Ferri
- 1981-1982 -  Guerrino Rossi
- 1982 -  Carlo Bolledi
- 1982-1985 -  Mauro Masi
- 1985-1986 -  Carlo Bolledi
- 1986 -  Mauro Masi
- 1986 -  Aristide Guarneri
- 1986-1987 -  Aldo Jacopetti
- 1987 -  Marco Torresani
- 1987-1988 -  Giampaolo Chierico
- 1988 -  Carlo Bolledi
- 1988-1989 -  Alessandro Gibellini
- 1989-1990 -  Marco Torresani
- 1990-1991 -  Gianni Seghedoni
- 1991-1992 -  Pierluigi Busatta
- 1992-1994 -  Giorgio Veneri
- 1994-1996 -  Giancarlo D'Astoli
- 1996 -  Ugo Tomeazzi
- 1996 -  Luigi Capuzzo
- 1996-1998 -  Alberto Cavasin
- 1998 -  Antonio Merolla
- 1998 -  Paolo Guarnieri
- 1998-1999 -  Gregorio Mauro
- 1999-2000 -  Bruno Nobili
- 2000 -  Bruno Conca-Marco Bozzi
- 2000-2001 -  Stefano Maccoppi
- 2001 -  Stefano Bonometti
- 2001-2002 -  Fabio Querin-Marco Bozzi
- 2002 -  Massimo Ficcadenti
- 2002-2004 -  Luigi Galli
- 2004 -  Maurizio Bonioli
- 2004-2005 -  Luigi Rocca
- 2005 -  Maurizio Bonioli-Stefano Pompini
- 2005-2006 -  Massimo Perazzi
- 2006-2007 -  Massimo Abbati
- 2007-2010 -  Massimo Perazzi
- 2010 -  Natalino Gottardo
- 2010-2011 -  William Viali
- 2011-2012 -  Settimio Lucci
- 2012-2016 -  Alberto Mantelli
- 2016 -  Luigi Galli
- 2016 -  Alberto Mantelli
- 2016 -  Francesco Salmi
- 2016-2017 -  Andrea Ciceri
- 2017-2018 -  Alessio Dionisi
- 2018-2019 -  Lucio Brando
- 2019-2023 -  Luca Tabbiani
- 2023 -  Andrea Bonatti
- 2023 -  Francesco Turrini
- 2024 -  Luca Tabbiani
- 2024 -  Vincenzo Cammaroto
- 2024 -  Ettore Guglieri (Ad interim)
- 2024-2025 -  Andrea Ciceri
- 2025 -  Vincenzo Cammaroto

- 1922-1958 ?
- 1958-1959 -  Enrico Dosi
- 1959 - carica vacante 
(Commissario: Uberto Bottelli)[137]
- 1959-1960 -  Ovidio Grignaffini[138]
- 1960 - carica vacante 
(Commissario: Gigi Carbonari)[139]
- 1960-1968 - ?
- 1968-1973 -  Enrico Dosi
- 1973-1976 -  Ermanno Botti
- 1976-1978 -  Gabriele Tosi
- 1978-1984 -  Eugenio Villa
- 1984-2002 -  Antonio Villa
- 2002-  Luigi Pinalli

## Palmarès

### Competizioni nazionali
- Campionato Interregionale: 1

1989-1990 (girone A)
- Serie D: 1

2020-2021 (girone D)

### Competizioni regionali
- Eccellenza: 2

2007-2008, 2013-2014
- Promozione: 1

1982-1983
- Campionato Dilettanti: 1

1958-1959
- Prima Categoria: 2

1959-1960, 1971-1972
- Prima Divisione: 1

1953-1954
- Quarta Divisione: 1

1924-1925

### Competizioni provinciali
- Seconda Divisione: 1

1952-1953

### Altri piazzamenti
- Serie C2:

Secondo posto: 1992-1993 (girone A)

## Statistiche e record

### Partecipazione ai campionati nazionali
| Livello | Categoria                 | Partecipazioni | Debutto   | Ultima stagione | Totale |
| ------- | ------------------------- | -------------- | --------- | --------------- | ------ |
| 3º      | Seconda Divisione         | 1              | 1928-1929 | 1928-1929       | 15     |
| 3º      | Prima Divisione           | 3              | 1930-1931 | 1932-1933       | 15     |
| 3º      | Serie C                   | 6              | 1945-1946 | 2023-2024       | 15     |
| 3º      | Serie C1                  | 5              | 1993-1994 | 1997-1998       | 15     |
| 4º      | Seconda Divisione         | 1              | 1929-1930 | 1929-1930       | 15     |
| 4º      | Serie C2                  | 7              | 1990-1991 | 2001-2002       | 15     |
| 4º      | Serie D                   | 7              | 2014-2015 | 2020-2021       | 15     |
| 5º      | Campionato Interregionale | 7              | 1983-1984 | 1989-1990       | 14     |
| 5º      | Serie D                   | 7              | 2002-2003 | 2011-2012       | 14     |

### Partecipazione ai campionati regionali
| Livello | Categoria             | Partecipazioni | Debutto   | Ultima stagione | Totale |
| ------- | --------------------- | -------------- | --------- | --------------- | ------ |
| I       | Terza Divisione       | 3              | 1925-1926 | 1927-1928       | 40     |
| I       | Seconda Divisione     | 2              | 1933-1934 | 1934-1935       | 40     |
| I       | Prima Divisione       | 6              | 1939-1940 | 1949-1950       | 40     |
| I       | Promozione            | 14             | 1954-1955 | 1982-1983       | 40     |
| I       | Campionato Dilettanti | 2              | 1957-1958 | 1958-1959       | 40     |
| I       | Prima Categoria       | 8              | 1959-1960 | 1966-1967       | 40     |
| I       | Eccellenza            | 5              | 2005-2006 | 2013-2014       | 40     |
| II      | Quarta Divisione      | 2              | 1923-1924 | 1924-1925       | 8      |
| II      | Prima Divisione       | 1              | 1953-1954 | 1953-1954       | 8      |
| II      | Prima Categoria       | 5              | 1967-1968 | 1971-1972       | 8      |

## Tifoseria

### Storia

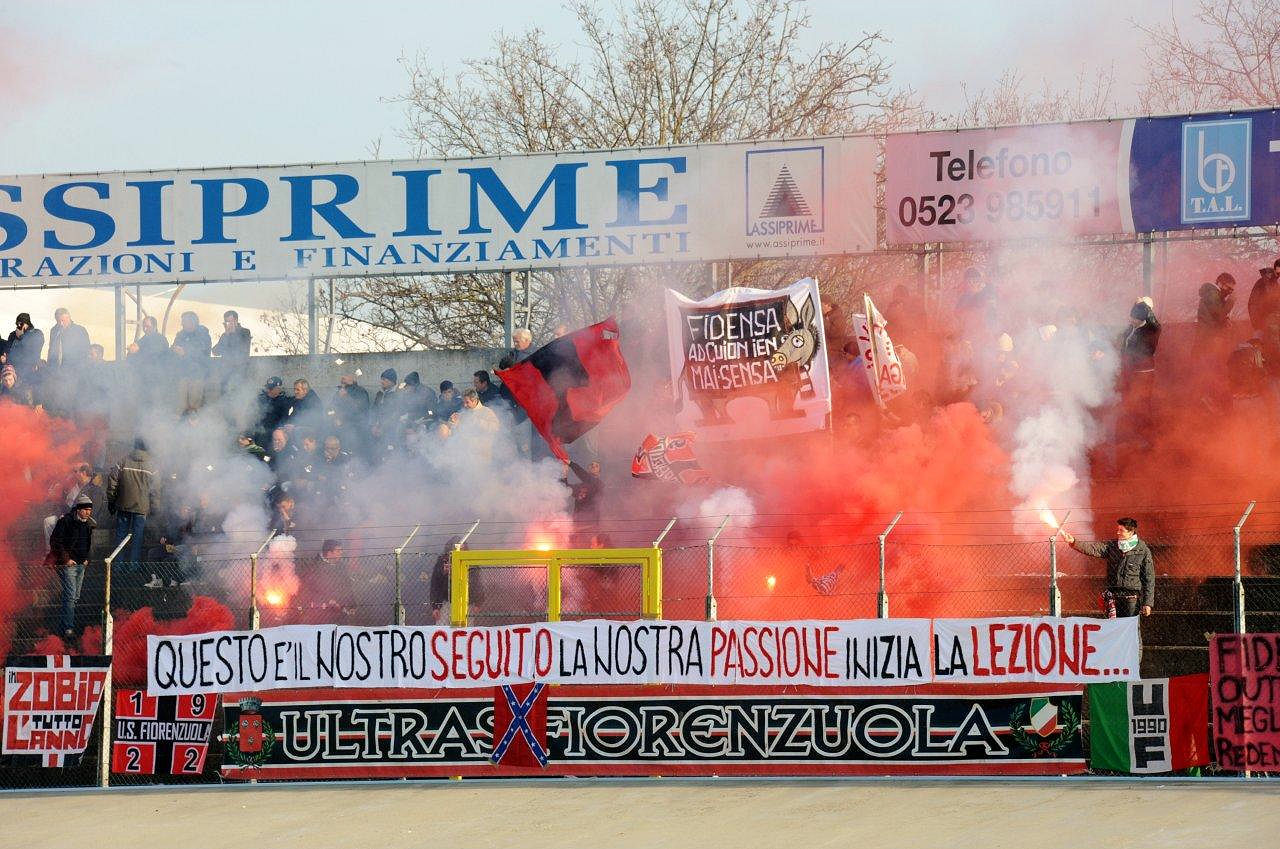
La Gradinata dello stadio comunale in occasione del derby con il Fidenza nella stagione 2011-2012

Le prime testimonianze sull'esistenza di tifo organizzato a Fiorenzuola datano alla fine degli anni 1970, con la squadra militante in Promozione: i tifosi provenivano essenzialmente dal quartiere Gerassa.
Nella gara casalinga contro il Sant'Angelo e nella successiva trasferta contro l'Orceana, valide per l'Interregionale 1984-85, fa il suo debutto lo striscione Ultrà Fiore, prima denominazione dei collettivi di tifosi, che però ha vita breve.
Nel 1990, sul finire della stagione che porta il Fiorenzuola in Serie C2, si costituisce il primo vero gruppo ultras rossonero, I giovani del Fiore, che dalla trasferta di Albenga iniziano a seguire la squadra sia in casa che in trasferta.
Negli anni successivi ricompare la pezza Ultrà Fiore, che con la promozione in Serie C1 si ridenomina Rusty Nails, una "sigla" del tutto insolita nel panorama ultras italiano, il cui nome è ispirato all'omonimo cocktail. La retrocessione in Serie C2 segna una battuta d'arresto per il tifo organizzato: soli due tifosi continuano a seguire la squadra in tutte le trasferte, con mezzi propri e senza striscioni.
Con il ritorno dei rossoneri in Serie D, nella stagione 2002-2003, i tifosi si riorganizzano sotto il nome Ultras Fiorenzuola, confermando il proprio sostegno anche dopo la retrocessione in Eccellenza sino all'inizio della stagione 2012-2013, quando in seguito ad alcune divergenze con la società in merito agli innesti nei quadri dirigenziali, nello staff tecnico e nella rosa rossonera di soggetti con militanze pregresse nel Fidenza (storica rivale del Fiorenzuola), decidono di praticare una contestazione ad oltranza.
Nella stagione 2017-2018, a seguito della ripresa del rendimento della squadra, al tempo allenata da Alessio Dionisi, nasce un ulteriore collettivo denominato FioreSupporters.

### Gemellaggi e rivalità
Nel 1991 i tifosi rossoneri si gemellarono con i tifosi della Virescit Boccaleone; il rapporto è proseguito fino alla fusione della Virescit con l'Alzano. Successivamente sono stati intrattenuti rapporti d'amicizia con il gruppo di tifosi Boys dell'ALP, e con i collettivi al seguito della squadra spagnola del Palencia.
La rivalità più sentita dai tifosi fiorenzuolani è quella con il Fidenza, la cui sede sociale dista solo 15 km da Fiorenzuola. I due club si sono affrontati, al massimo livello, in Eccellenza e nella fase regionale della Coppa Italia Dilettanti nella stagione 2005-2006; precedentemente si erano disputate pochissime partite a causa delle differenze di categoria e del fatto che la società rossonera era spesso inserita, per motivi di contiguità geografica, nei gironi lombardi. In questo contesto, i derby più sentiti erano quelli contro Sant'Angelo e Orceana.
Tra il 2017 e il 2020, stagioni in cui le squadre si sono affrontate nel campionato di Serie D, c'è stata una moderata rivalità con la Vigor Carpaneto.
Alcune fonti attribuiscono qualifica di derby anche agli scontri con il Piacenza; nessuna delle tifoserie coinvolte però "sente" in modo particolare tale rivalità, essenzialmente per via della differente storia dei due club.